# Etnoentomología
La etnoentomología es la rama de la etnobiología que investiga la percepción, los conocimientos y los usos de los insectos en las diferentes culturas humanas. En la práctica, además de los insectos, se incluyen también el resto de artrópodos. Adoptando así la definición popular del término insecto.

## Historia
La etnoentomología nació en 1952 con la publicación de un estudio sobre los métodos tradicionales de los indios navajos para el control de plagas; comparada, pues, con la etnobotánica y la etnozoología es una disciplina joven. Pero dado que la interacción del hombre con los insectos ha formado parte de los ritos, leyendas y tradiciones desde tiempo inmemorial, se puede afirmar que la etnoentomología estaba presente desde las primeras culturas como Babilonia o Egipto.
La etnoentomología estudia el complejo conjunto de interacciones entre los humanos y los artrópodos, en el sentido más amplio posible, como la utilización de los artrópodos como alimento, apicultura, sericultura, obtención de colorantes, venenos o productos farmacológios a partir de artrópodos, la relación de los mismos con la medicina forense, filatelia, juguetes, joyería, vestidos, cerámica, proverbios, etc.